# Arac Attack - Mostri a otto zampe
Arac Attack - Mostri a otto zampe (Eight Legged Freaks) è un film commedia horror fantascientifica del 2002, diretto da Ellory Elkayem. È un omaggio ai classici del cinema di fantascienza degli anni cinquanta.

## Trama
Nella tranquilla cittadina mineraria di Prosperity, in Arizona, un incidente provoca la caduta di un barile di rifiuti tossici dentro uno stagno. Una settimana dopo Mike, un bambino appassionato di ragni esotici, va da Joshua, un collezionista di ragni esotici, che gli rivela che grazie ad una nuova dieta i ragni stanno crescendo. Joshua è però ignaro che cibandosi dei grilli contaminati dai rifiuti tossici i ragni ne assumano le tossine. Dopo che Mike se ne va, uno dei ragni, una tarantola gigante, si libera e lo morde; in preda al dolore, Joshua devasta senza volerlo la stanza, liberando anche tutti gli altri ragni.
Una settimana dopo Mike decide di tornare da Joshua, ma vede l'agente di polizia Bred estrarre il barile di rifiuti tossici dal lago; capendo che i grilli sono contaminati, decide di avvertire Joshua, ma la madre, lo sceriffo Sam Parker, glielo vieta, sicura che l'uomo sia un pessimo esempio per il ragazzo. Mentre lo riporta a casa, Sam vede sua figlia Ashley mentre è in moto con il suo ragazzo Bret e alcuni suoi amici, e dopo aver fatto una multa a quest'ultimo riporta a casa anche la figlia. Successivamente Bret e i suoi amici, recatisi in un autogrill, hanno il primo incontro con i ragni. Vengono catturati tutti, eccetto Bret che riesce a fuggire in moto, dai giganteschi aracnidi.
Intanto Gladys trova un enorme buco nella sua casa e viene catturata da un gruppo di ragni tessifilo. Chris ritrova una delle loro zampe e si reca da Sam, dove Mike, analizzandola, capisce che i ragni sono ormai grandi quanto un uomo. Sam è diffidente, ma cambia idea quando un ragno tessifilo attacca sua figlia Ashley; dopo aver ucciso il ragno, Sam chiede a Bred di prendere tutte le armi possibili e raggiungerla.
Mike però sa che i ragni sono notturni e perciò Sam decide di avvertire gli abitanti di Prosperity perché si rifugino nel centro commerciale, dato che possiede pareti di cemento e porte rinforzate; con i telefoni isolati dai ragni sono però costretti a chiedere aiuto a Randy, un appassionato di alieni che possiede una propria radio. Randy, convinto che i ragni siano in realtà alieni, accetta di aiutarli, così Sam invia un messaggio alla città: dapprima nessuno le crede, ma quando i ragni attaccano gli abitanti, tutti fuggono in massa verso il centro commerciale.
Randy e Chris vedono una tarantola gigante che sfonda la porta sprangata del centro commerciale, e i ragni invadono così la zona; Bred decide di sacrificarsi per permettere agli altri di fuggire, ma si salva grazie ad una grata e fugge dalla porta sul retro. Randy permette a Chris di fuggire, atterrando su un cespuglio; lì incontra Bred, e i due scappano inseguiti dai ragni giganti.
Chris si riunisce con Sam e i due cercano di aprire la porta per le miniere; intanto Wade incontra Bret, il quale è ancora inseguito dai ragni saltatori, che divorano il sindaco. Bret allora usa un montacarichi per sfondare la porta e bloccare i ragni, per poi portare nelle miniere gli abitanti di Prosperity.
Il gruppo finisce però nella tana della regina dei ragni tessitori; Chris decide di cercare Gladys e chiede a Sam di attivare il generatore una volta fuori, così da far esplodere il metano nella miniera ed uccidere i ragni.

## Personaggi
- Chris McCormick: è il figlio del fondatore della città, ma dieci anni prima dell'inizio del film ha dovuto lasciare la città poiché aveva picchiato l'ex-marito di Sam e scoperto ciò che aveva fatto. È un giovane uomo molto timido e riflessivo, ma anche dolce, serio e molto coraggioso. Abita momentaneamente con sua zia Gladys. Pare che, alla fine, riaprirà una relazione stabile con Sam.
- Sam Parker: è lo sceriffo di Prosperity e interesse amoroso di Chris. Dopo essersi separata dal marito (che, tra l'altro, la mise incinta giovanissima) è diventata molto protettiva con i figli: teme per la verginità di Ashley e le visite da Joshua di Mike. Nonostante i ragni minacciano la città, Sam comprende l'amore di Chris. È una giovane donna seria, diligente e piuttosto severa, ma anche coraggiosa e con una spiccatissima onestà.
- Mike Parker: è il figlio più giovane di Sam, un ragazzino che è però molto più intelligente e coraggioso di Ashley, nonostante la madre non se ne accorga. È un bravo conoscitore di aracnologia, ma è un incompreso; tuttavia, la sua passione e conoscenza dei ragni lo renderà molto utile, fornendo suggerimenti importanti su come ci si deve comportare con questi artropodi.
- Ashley Parker: è la figlia più grande di Sam, ribelle, indipendente e meno brillante del suo fratellino Mike. Nonostante ciò ha più buon senso del suo impulsivo fidanzato Leon (capirà che la sua relazione con lui è troppo passionale e lo lascerà) e, alla fine, presterà un apparecchio elettrico alla madre per incendiare le miniere e uccidere i ragni.
- Randy: è uno speaker appassionato di alieni che vive a Prosperity in una roulotte, dove ha una stazione radiofonica in cui parla di attacchi alieni. È un po' pazzo, tardo ad apprendere e scontroso, ma di indole eroica e nobile.
- Bred: è un agente di polizia di Prosperity e grande amico di Sam; molto timido e impacciato ma sempre pronto al combattimento. Grazie a lui Mike viene a sapere dei rifiuti tossici.
- Leon: è il figlio di Wade e fidanzato di Ashley, un giovane motociclista scriteriato che stava per deflorare la ragazza. È il primo ragazzo ad essere attaccato dai ragni insieme ai suoi amici, e fra tutti è l'unico a sopravvivere rifugiandosi nelle miniere.
- Wade: è il sindaco di Prosperity, molto vigliacco e losco, che non esita a nuocere la città pur di fare soldi. Alla fine del film vedrà distrutto il suo centro commerciale perché collegato con le miniere di metano, dove moriranno i ragni.

## Produzione
Il film è stato girato in Arizona, fra: Glendale, Page, Superior, Tonopah ed al Magma Hotel di Superior.

## Distribuzione
Originariamente era previsto che il titolo della versione in lingua inglese fosse uguale a quello destinato all'esportazione (Arac Attack), ma la produzione lo giudicò troppo assonante con "Iraq attack", che avrebbe potuto scoraggiare o spaventare il pubblico potenziale. Per questo il titolo fu cambiato in Eight Legged Freaks ("Mostri a otto zampe") per il mercato interno mentre venne mantenuto il titolo originale per gran parte del mercato estero. In Italia il titolo inglese è stato inserito, tradotto, come sottotitolo.

## Premi
2003 - Saturn Award
- Candidatura - Miglior film horror